# Tingelingeling
Tingelingeling is een nummer van André van Duin en Ferry de Groot uit het populaire NCRV radioprogramma de Dik Voormekaar Show op Hilversum 3. In januari 1978 werd het nummer op single uitgebracht.

## Geschiedenis
De carnavalskraker van 1978 werd uitgebracht onder het motto André van Duin presenteert: Ome Joop en het Dik Voormekaar Koor. "Ome Joop" was een personage uit het populaire NCRV radioprogramma op Hilversum 3 De Dik Voormekaar Show en de tv-versie van het programma. André van Duin werd op de single begeleid door het Dik Voormekaar-koor, bestaande uit andere personages uit de show (door Ferry de Groot). Muzikaal leider was muziekproducent Ad Kraamer.
Van Duin citeerde zichzelf met "Ik ga door tot het gaatje" uit zijn eerdere plaat Doorgaan.
Een instrumentale versie van het lied werd uitgevoerd door De Kermisklanten in een medley, samen met onder andere 't Smurfenlied.

## Hitnoteringen
Tingelingeling was tevens een kkeine hit in België (Vlaanderen).

### Nederlandse Top 40
| Positie: | 20 | 8 | 6 | 6 | 15 | 35 | 39 | uit |

### Nationale Hitparade
| Positie: | 25 | 16 | 3 | 5 | 5 | 18 | uit |

### TROS Europarade
Hitnotering: 09-02-1978. Hoogste notering: #26 (1 week).

### Vlaamse Radio 2 Top 30
Géèn notering.

### Vlaamse Ultratop 50
| Positie: | 26 | uit |

## Opmerking
Het door Samson en Gert gezongen Tingelingeling is een geheel ander lied, bestemd voor kerstmis.